# Rajd Wysp Kanaryjskich 1999

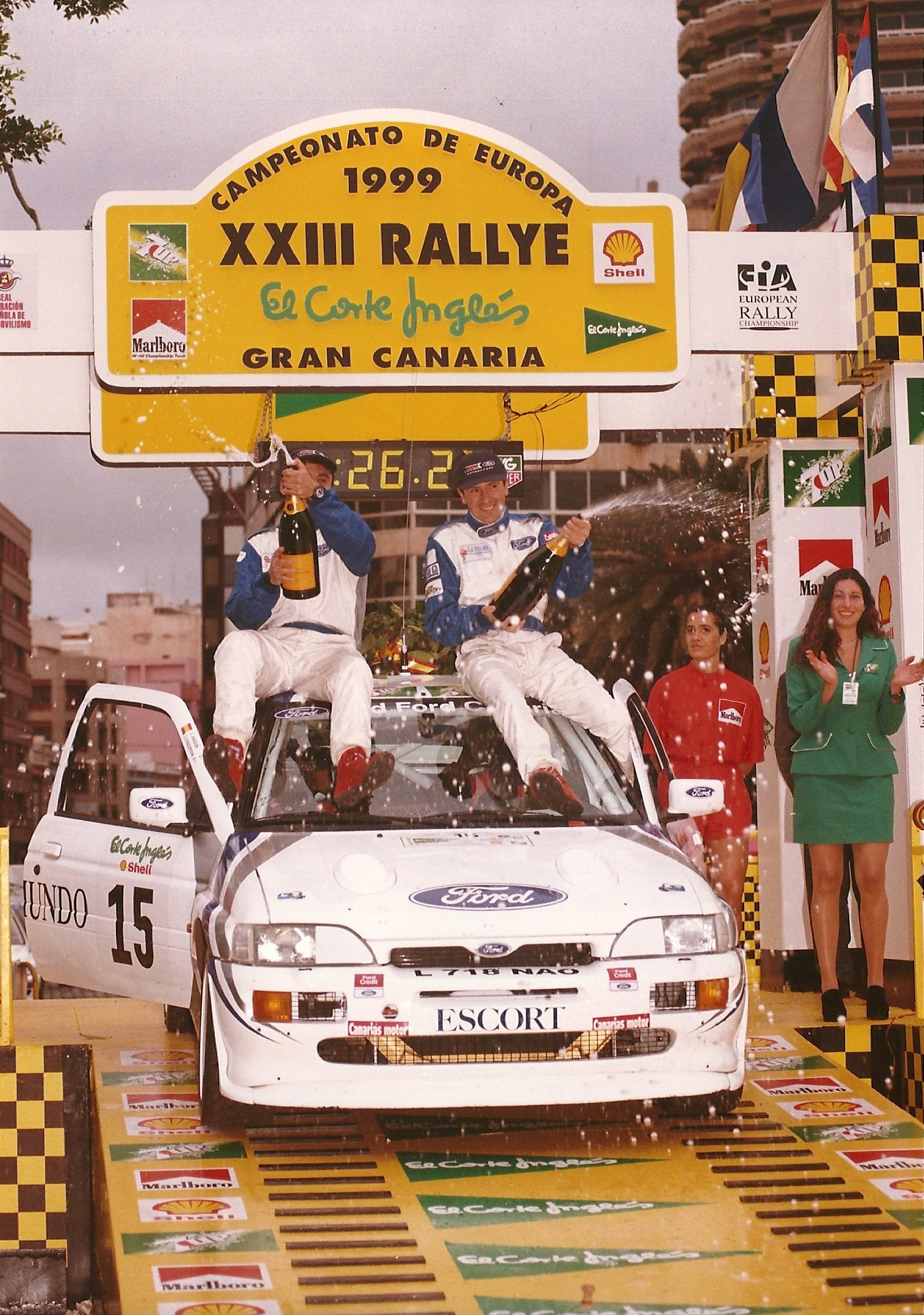
Zwyciężcy grupy N4 Rajdu Wysp Kanaryjskich 1999 Santiago Concepción i Jesús Aragón

Rajd Wysp Kanaryjskich 1999 (23. Rallye El Corte Inglés) – 23. edycja rajdu samochodowego Rajd Wysp Kanaryjskich rozgrywanego na Wyspach Kanaryjskich. Rozgrywany był w dniach 26-27 marca 1999 roku. Była to ósma runda Rajdowych Mistrzostw Europy w roku 1999 (rajd miał najwyższy współczynnik – 20) oraz pierwsza runda Rajdowych Mistrzostw Hiszpanii.

## Klasyfikacja rajdu
| Miejsce                           | Kierowca                     | Pilot                        | Samochód                     | Czas                         | Strata                       |                              |
| Klasyfikacja generalna i ERC      | Klasyfikacja generalna i ERC | Klasyfikacja generalna i ERC | Klasyfikacja generalna i ERC | Klasyfikacja generalna i ERC | Klasyfikacja generalna i ERC | Klasyfikacja generalna i ERC |
| --------------------------------- | ---------------------------- | ---------------------------- | ---------------------------- | ---------------------------- | ---------------------------- | ---------------------------- |
| 1.                                | Jesús Puras                  | Marc Martí                   | Citroën Xsara Kit Car        | 3:20:29.8                    | 0.0                          |                              |
| 2.                                | Luis Monzón                  | José Carlos Déniz            | Peugeot 306 Maxi             | 3:22:21.8                    | +1:52.0                      |                              |
| 3.                                | José María Ponce             | Gaspar León                  | Peugeot 306 Maxi             | 3:25:28.2                    | +4:58.4                      |                              |
| 4.                                | Bert de Jong                 | Ton Hillen                   | Subaru Impreza S5 WRC '97    | 3:28:39.1                    | +8:09.3                      |                              |
| 5.                                | Enrico Bertone               | Massimo Chiapponi            | Renault Mégane Maxi          | 3:28:43.4                    | +8:13.6                      |                              |
| 6.                                | Gregorio Picar               | Andrés Castro                | Ford Escort WRC              | 3:30:51.5                    | +10:21.7                     |                              |
| 7.                                | Antonio Ortega               | Carmelo Sosa                 | Seat Ibiza Kit Car           | 3:35:46.8                    | +15:17.0                     |                              |
| 8.                                | Sergio Vallejo               | Tomé Mario González          | Citroën Saxo Kit Car         | 3:36:36.6                    | +16:06.8                     |                              |
| 9.                                | Jon Casais                   | José Enrique Serrano         | Citroën Saxo Kit Car         | 3:40:22.4                    | +19:52.6                     |                              |
| 10.                               | Jordi Grinyó                 | Samira Lanaya                | Peugeot 106 Maxi             | 3:41:46.8                    | +21:17.0                     |                              |
| Klasyfikacja mistrzostw Hiszpanii |                              |                              |                              |                              |                              |                              |
| 1.                                | Jesús Puras                  | Marc Martí                   | Citroën Xsara Kit Car        | 3:20:29.8                    | 0.0                          |                              |
| 2.                                | Luis Monzón                  | José Carlos Déniz            | Peugeot 306 Maxi             | 3:22:21.8                    | +1:52.0                      |                              |
| 3.                                | José María Ponce             | Gaspar León                  | Peugeot 306 Maxi             | 3:25:28.2                    | +4:58.4                      |                              |
| 4.                                | Gregorio Picar               | Andrés Castro                | Ford Escort WRC              | 3:30:51.5                    | +10:21.7                     |                              |
| 5.                                | Antonio Ortega               | Carmelo Sosa                 | Seat Ibiza Kit Car           | 3:35:46.8                    | +15:17.0                     |                              |
| 6.                                | Sergio Vallejo               | Tomé Mario González          | Citroën Saxo Kit Car         | 3:36:36.6                    | +16:06.8                     |                              |
| 7.                                | Jon Casais                   | José Enrique Serrano         | Citroën Saxo Kit Car         | 3:40:22.4                    | +19:52.6                     |                              |
| 8.                                | Jordi Grinyó                 | Samira Lanaya                | Peugeot 106 Maxi             | 3:41:46.8                    | +21:17.0                     |                              |